# پرکلریل فلوئورید
پرکلریل فلوئورید (به انگلیسی: Perchloryl fluoride) با فرمول شیمیایی ۳‏ClFO یک ترکیب شیمیایی با شناسه پاب‌کم ۲۴۲۵۸ است. که جرم مولی آن 102.4496 g/mol می‌باشد. شکل ظاهری این ترکیب، گاز بی‌رنگ است.